# Fiugaty
Fiugaty (deutsch Fingatten) ist eine Ortsstelle in der polnischen Woiwodschaft Ermland-Masuren. Sie liegt im Gebiet der Gmina Reszel (Stadt- und Landgemeinde Rößel) im Powiat Kętrzyński (Kreis Rastenburg).
Fiugaty liegt 13 Kilometer südwestlich der Kreisstadt Kętrzyn (deutsch Rastenburg) und fünf Kilometer südöstlich der Stadt Reszel (Rößel). Bis 1945 handelte es sich um ein Vorwerk zum Gut Pülz (polnisch Pilec) im Kreis Rastenburg im Regierungsbezirk Königsberg in der preußischen Provinz Ostpreußen.
Mit dem gesamten südlichen Ostpreußen kam Fingatten 1945 in Kriegsfolge zu Polen. Der Ort erhielt die polnische Namensform „Fingatten“. Er ist heute nicht mehr bewohnt, als Ortsstelle aber noch erkennbar.
Kirchlich war Fingatten vor 1945 in die evangelische Kirche Bäslack (polnisch Bezławki) sowie in die katholische Kirche Heiligelinde (polnisch Święta Lipka) eingepfarrt.
Die Ortsstelle Fiugaty liegt heute an einer Nebenstraße bzw. an einem Landweg, der von Święta Lipka nach Kocibórz (Kattmedien) und weiter bis zur Woiwodschaftsstraße 590 führt – auf der Trasse der einstigen deutschen Reichsstraße 141.